# Stop Being Greedy
"Stop Being Greedy" es el segundo sencillo de DMX (rapero)de su primer álbum de estudio. El instrumental fue producido por PK para Ruff Ryders. Esta es también una de las canciones de It's Dark and Hell Is Hot, donde cuenta con DMX usando el ladrido de un perro. La canción cuentan con dos caras de DMX: una voz suave representa sin dificultades. La letra de la canción se centra en la violencia y el estrés que presenta la ira de DMX a las personas que son codiciosas y no quieren ayudar a quienes lo necesitan. Utiliza la pista de la canción "My Hero es un arma" de Diana Ross. El sencillo también alcanzó el # 79 en el Billboard Hot 100 en los EE. UU.

## Posiciones
| Chart                                      | Posición |
| ------------------------------------------ | -------- |
| Billboard Hot R&B/Hip-Hop Singles & Tracks | 45       |
| Billboard Hot 100                          | 79       |